# Приураловка
Приураловка (баш. Приураловка) — деревня в Арх-Латышском сельсовете Архангельского района Республики Башкортостан России.
С 2005 современный статус.

## Географическое положение
Расстояние до:
- районного центра (Архангельское): 24 км,
- центра сельсовета (Максим Горький): 9 км,
- ближайшей железнодорожной станции (Приуралье): 30 км.

## История
Статус деревня, сельского населённого пункта, посёлок получил согласно Закону Республики Башкортостан от 20 июля 2005 года N 211-з «О внесении изменений в административно-территориальное устройство Республики Башкортостан в связи с образованием, объединением, упразднением и изменением статуса населенных пунктов, переносом административных центров», ст.1:

6. Изменить статус следующих населенных пунктов, установив тип поселения — деревня:

3) в Архангельском районе:…

л) поселка Приураловка Арх-Латышского сельсовета

## Население
| 2002 | 2009 | 2010 |
| ---- | ---- | ---- |
| 86   | ↗94  | ↘55  |

Национальный состав
Согласно переписи 2002 года, преобладающие национальности — русские (41 %), башкиры (57 %).